# شیخان (اشنویه)
شیخان (اشنویه)، روستایی از توابع بخش نالوس شهرستان اشنویه در استان آذربایجان غربی ایران است.

## جمعیت
این روستا در دهستان هق قرار دارد و براساس سرشماری سال ۹۵، جمعیت آن ۸۲۱ نفر (۱۸۹ خانوار) بوده است.

## مکان‌های تاریخی

### کتیبه سنگی کله شین
کتیبه سنگی کله شین شاهدی از تاریخ و فرهنگ اورارتو در مناطق ییلاقی روستای شیخان است.
در قلب استان آذربایجان غربی، در غرب شهرستان اشنویه، روستاهای شیخان و درود قرار دارند. آنچه بیش از هر چیز بر تاریخ این روستا سنگینی می‌کند همچنان که از نام آن پیداست، جایگاه ویژه شیوخ و اهل تصوف بوده است. مسجد روستای شِیخان از دیرباز یکی از مدارس شناخته شده علوم دینی بوده است که بصورت سنتی توسط مدرس و امام مسجد اداره می‌شد و تأمین مالی آن را اهالی روستا برعهده داشتند. کلاس‌های درس مدارس اهل سنت در مناطق کردنشین «حجره» نامیده می‌شد. گویی یادآور سختی‌ها و گذرگاه‌های پرپیچ و خم تاریخ در این منطقه است. راهی که از میانه این روستا به دل کوهستان‌های برفی کیله شین می‌گذرد، در فاصله کوتاهی با محل گنجینه ای بی بدیل از دوران باستان واقع شده است. این گنجینه تاریخی «کتیبه سنگی کله شین» است.
این کتیبه که به عنوان یکی از مهم‌ترین آثار تمدن اورارتویی شناخته می‌شود، در سال ۸۱۴ قبل از میلاد توسط ایشپوینی، پادشاه قدرتمند اورارتو، در محل فعلی خود نصب شده است. کتیبه سنگی کله شین، سندی ارزشمند از فتوحات و قدرت پادشاهی اورارتو به‌شمار می‌رود و در آن نام ایشپوینی و پسرش مینوا به عنوان پادشاهان اورارتو ذکر شده است.
جنس خاص سنگ این کتیبه که در منطقه یافت نمی‌شود، نشان از آن دارد که این سنگ از مکانی دیگر به این محل آورده شده است. عظمت و شکوه این کتیبه که ارتفاع آن به ۱ متر و ۱۱ سانتی‌متر و عرض آن به ۷۰ سانتی‌متر می‌رسد، گویای اهمیت و جایگاه ویژه آن در دوران باستان است. متن کتیبه که شامل ۴۲ سطر به دو زبان آشوری و اورارتویی است، بر روی دو صفحه حک شده است.
متأسفانه، بخش آشوری کتیبه به دلیل تیراندازی افراد ناآگاه به شدت آسیب دیده است، اما خوشبختانه خطوط آن هنوز قابل خواندن است. در مقابل، متن اورارتویی کتیبه که در پشت آن قرار دارد، از ساییدگی کمتری رنج برده است.
رمزگشایی و ترجمه متن کتیبه کله شین، گامی مهم در جهت شناخت تاریخ و فرهنگ اورارتوها به‌شمار می‌رود. اولین کسی که این کتیبه را به جهانیان معرفی کرد، شولتز، باستان‌شناس آلمانی بود که در سال ۱۸۲۹ آن را کشف و از آن کپی برداری کرد.
اما عمر شولتز دیری نپایید و چند روز پس از کشف کتیبه، به قتل رسید و رونوشت او از بین رفت. با گذشت سال‌ها و تلاش‌های بی وقفه باستان شناسان، در نهایت در سال ۱۸۸۲، سایکه، خاورشناس آلمانی، موفق به ترجمه متن اورارتویی کتیبه شد.
در سال ۱۸۹۰، ژاک دمرگان، باستان‌شناس فرانسوی، به همراه هیئتی به منطقه کله شین سفر کرد و از کتیبه نسخه کاملی تهیه کرد. متن این کتیبه، اطلاعات ارزشمندی از زبان، دین و سیاست اورارتوها به دست می‌دهد.
از جمله نکات قابل توجه در متن کتیبه، شرح تقدیم هدایای نفیس از جمله جنگ‌افزار، رمه و اشیاء مفرغی به خدای خالدی، مهم‌ترین خدای اورارتوها، توسط پادشاهان اورارتو است.
علاوه بر این، کتیبه کله شین حاوی نفرینی تند و هشداردهنده برای کسانی است که به این کتیبه آسیب برسانند یا آن را از بین ببرند.
امروزه، کتیبه سنگی کله شین در موزه ارومیه نگهداری می‌شود و به عنوان یکی از مهم‌ترین جاذبه‌های گردشگری این استان، مورد توجه بازدیدکنندگان قرار می‌گیرد.
حفظ و نگهداری از این میراث گرانبها، وظیفه ای همگانی است تا نسل‌های آینده نیز بتوانند از این گنجینه بی بدیل تاریخ و فرهنگ بشریت بهره‌مند شوند.
گذرگاه شیخان که در مسیر رسیدن به کتیبه سنگی کله شین قرار دارد، خود حامل خاطرات و داستان‌های کهن از دوران باستان است. عبور از این گذرگاه، گویی سفری در دل تاریخ است که انسان را به عظمت و شکوه تمدن‌های باستانی رهنمون می‌کند. [۱]

## مشاهیر روستای شیخان
بزرگان و مشاهیر روستای شیخان از زبان علامه قاضی خضری
علامه قاضی محمد خضری از علما و شخصیت‌های برجسته علمی و دینی اشنویه است. وی در کتاب خاطرات خود مهم‌ترین شخصیت‌های علمی و دینی اشنویه را نام برده که دو عالم از میان آنها شیخانی بوده‌اند. در ادامه روایتی از معرفی این دو شخصیت به قلم علامه خضری آمده است.

### شیخ حامد اُشنویی شیخانی
شیخ حامد بن شیخ فتح الدین بن شیخ محمد طاهر بن شیخ پیرمند بن شیخ شهاب‌الدین بن شیخ فتح الدین بن شیخ نصرالله بن شیخ فتح الدین محمود بن شیخ فتح الدین بن شیخ فخرالدین بن شیخ یوسف بن شیخ یعقوب بن شیخ محمد مشهور به پیرمند گوران بزرگ بن امیر عمر شهرزوری کردی رحمه الله تعالی که شخصی فاضل و عالمی عامل و وارع و بسیار متدین و متمول هم بوده‌اند که به قرار قبالجات و اسنادی که از خانوادة شیخانی‌ها به حقیر نشان داده شده است تقریباً یک ثلث دهات اشنویه ملک این شخص بزرگوار بوده است.
شیخ حامد از اجله فضلاء درجه اول قرن یازدهم هجری و در خود شیخان که دهی است از دهات اشنویه می‌باشد به نشر فقه و خدمت به فضلاء و عرفاء و ادباء اشتغال ورزیده حتی پسر بزرگ ایشان مرحوم ملا علی شیخانی مؤلف تصریف ملا علی بیشتر تحصیلاتش در خدمتشان بوده به تاریخ اواخر قرن یازدهم (ها. ق) در خود شیخان متوفی و مدفون گردید.

### شیخ ملا علی اُشنویی شیخانی
شیخ ملا علی مصنف بن شیخ حامد فوق‌الذکر رحمه الله تعالی که شخصی بسیار بسیار فاضل و متورع و متدین و عالمی عابد و ثروتمندی زاهد بود. دارای تألیفات و تعلیقات و تحقیقات و تدقیقات عدیده مانند تصریف ملا علی و ترکیب عوامل و طلاق الاکراد که مورد استفاده فضلاء و محصلین و مدار فتوی می‌باشند. شیخ ملا علی شیخانی علاوه بر مزایای علمی خطاطی خیلی خوش نویس و خطی بسیار قشنگ و نحوه تحریراتی خیلی قابل تمجید نیز بوده‌اند که یک جلد تحفة نکاح و طلاق رجعت و ظهار و لهان و نفقات که به خط خود آن مرحوم نوشته شده با قرآن مجید فعلاً هم در کتبخانه شیخانی‌ها موجود و علماء دسته به دسته دیده خود را به ملاحظه آنها جلاء می‌دهند.
شیخ ملا علی با احمد بن حیدر کردی همصحبت و اجازه علمی احمد بن حیدر از مرحوم ملا علی هم گرفته شده است و مرحوم ملا علی اجازه علمیه و فتوی را از پدر بزرگوارش شیخ حامد دریافت نموده‌اند. مرحوم ملا علی شیخانی سرانجام پس از صرف عمر عزیز خودشان در خدمت به علم و علماء از شیخان به قریه هُردَنُ که دهی است از دهات محال پیره سنی واقعه در نزدیکی حدود ایران و جزو متعلقات رواندوز عراق و آن نیز از متکلمات ایشان بود منتقل و به تاریخ سنة یکهزارویکصدوچهل‌وچند در آنجا متوفی و مدفون گردید.
تصریف ملا علی ترکیب عوامل طلاق الاکراد از تألیفات ایشان می‌باشد.[۲]